# Böhmische Siedlung Puhoi
Die Böhmische Siedlung Puhoi in Neuseeland entstand im Jahr 1863 rund 50 km nördlich von Auckland und ging auf eine Initiative von Martin Krippner, eines aus Mantau in  Böhmen stammenden Sohnes eines Schmieds, zurück. Krippner, der mit seiner Frau schon 1859 nach Neuseeland ausgewandert war, gilt als der Gründervater von Puhoi. Die Siedlung zählt heute zu den wenigen historischen Orten in Neuseeland, in denen Geschichte, Tradition und Brauchtum der Siedler jener Tage noch aktiv gepflegt werden.

## Geschichte
Martin Krippner, der mit 42 Jahren von seinem Schwager Pynson Wilmot Longdill zur Auswanderung nach Neuseeland überredet wurde, erreichte Auckland mit seiner Frau Emily Longdill, einer Lehrerin und gebürtigen Engländerin, und seinen vier Kindern am 22. März 1860. Er siedelte in Orewa, wurde dort Postmeister und soll mit Gouverneur George Edward Grey in gutem Kontakt gewesen sein. Das Problem der noch jungen Kolonie Neuseeland, zuverlässige Arbeitskräfte zu bekommen, im Blick, warb Krippner über seinen noch in Böhmen lebenden Bruder Michael für ein Ansiedlungsprojekt, das er mit dem damaligen Provinzrat von Auckland ausgehandelt hatte. Der Provinzrat stellte Krippner auf Basis des Waste Land Act nördlich von Auckland hügeliges Buschland zu Ansiedlungszwecken zur Verfügung.
Unter dem Versprechen, 40 Acres freies Land für jeden Erwachsenen plus 20 Acres für jedes Kind im Alter zwischen fünf und 18 Jahren zu erhalten, machten sich am 26. Februar 1863 von Staab aus 82 Siedler auf den Weg über Prag, Hamburg und London nach Neuseeland. Staab (tschechisch Stod) ist eine Kleinstadt knapp 20 Kilometer südwestlich von Pilsen, ihre Bevölkerung war im 19. Jahrhundert rein deutschsprachig. Auf der War Spirit unter Kapitän Lückes erreichten sie vier Monate später am 27. Juni 1863 Auckland, Krippners Bruder mit dabei. Wenige Tage später trug sie ein kleines Boot zum Mündungsgebiet des Puhoi River, von dem aus Māori sie anschließend per Kanu flussaufwärts zum Puhoi-Block brachten.
Der Kulturschock für die Siedler war groß, denn sie waren erstmals mit Ureinwohnern des Landes konfrontiert und fanden nur schwer kultivierbares Land vor. Sich von den Erträgen des Bodens und der Natur zu ernähren, war sehr schwierig und verkaufbare Produkte zu erwirtschaften zunächst nicht möglich. Die Siedler überlebten die Anfangsjahre dann auch nur mit der Unterstützung durch die ortsansässigen Māori des Nga Whetu-Stammes. Ihr Chief, Te Hemara Tauhia, Mitunterzeichner des Treaty of Waitangi, war den Siedlern freundlich gesinnt. Nach drei Jahren harten Aufbaus kamen am 5. März 1866 weitere 31 Siedler mit der Liverpool nach Puhoi um sich dort niederzulassen. Vier weitere Siedlergruppen folgten bis 1876 (s. Tabelle).
Anfang der 1880er Jahre war die Infrastruktur der Siedlung vollständig. Bereits 1872 wurde eine Schule errichtet, 1876 folgte die Eröffnung einer Schule unter der Kontrolle der Kolonialregierung, der Bau eines Hotels und die Einrichtung eines Postservice. Anfang 1880 begann man mit dem Bau der Kirche St. Peter und Paul und 1882 wurde ein regelmäßiger Postkutschendienst nach Devonport eingerichtet, heute ein Vorort von Auckland. Die Anbindung an das Telefonnetz folgte im Jahr 1887.
Die Emigranten und Siedlungsgründer waren Staatsbürger der Österreichisch-Ungarischen Monarchie. Sie sprachen einen deutschen, den Egerländer Dialekt, der zur nordbairischen Dialektfamilie gehört. Unter ihren 49 Familiennamen befinden sich 36 deutsche Namen sowie 13 Namen tschechischen und anderen Ursprungs. In Neuseeland wurden sie damals als arbeitssame und fleißige Deutsche angesehen und in der Öffentlichkeit dafür sehr geschätzt. Alle Einwanderer nach Puhoi begriffen sich selbst als Deutsche, und sie wurden offiziell und von der Mehrheitsbevölkerung Neuseelands zumindest bis zum Ersten Weltkrieg auch als Deutsche wahrgenommen. Erst infolge der beiden Weltkriege und der Stimmung gegen Deutsche in Neuseeland bezeichneten die Nachkommen der Einwanderer sich nicht mehr nach ihrer ethnischen und kulturellen, sondern nach ihrer regionalen Herkunft, nämlich als Menschen aus Böhmen, d. h. auf Englisch als „Bohemians“. Im Jahre 2014 konnten sich nur noch sieben Bewohner von Puhoi einigermaßen im Egerländer Dialekt ausdrücken.

## Gruppen böhmischer Siedler
| Gruppe | Anzahl | Abreise           | Hafen   | Schiff        | Anzahl | Ankunft          | Hafen      | Anmerkung                                    |
| ------ | ------ | ----------------- | ------- | ------------- | ------ | ---------------- | ---------- | -------------------------------------------- |
| 1.     | 12     | 8. November 1859  | London  | Lord Burleigh | 12     | 22. März 1860    | Auckland   | Martin Krippner mit Familie und Angestellten |
| 2.     | 82     | 12. März 1863     | London  | War Spirit    | 83     | 27. Juni 1863    | Auckland   | eine Person starb, 2 Kinder wurde geboren    |
| 3.     | 31     | 8. November 1865  | London  | Liverpool     | 31     | 5. März 1866     | Auckland   |                                              |
| 4.     | 17     | 16. Juli 1872     | London  | Queen Bee     | 17     | 26. Oktober 1872 | Auckland   |                                              |
| 5.     | 12     | 10. Mai 1875      | Hamburg | Friedeburg    | 12     | 24. August 1875  | Napier     |                                              |
| 6.     | 30     | 17. Oktober 1875  | Hamburg | Shakespeare   | 0      | 23. Januar 1876  | Wellington |                                              |
| 7.     | 11     | 15. November 1875 | Hamburg | Terpsichore   | 11     | 15. März 1876    | Wellington |                                              |

Quelle: Puhoi Historical Society Inc.

## Heute
1976 wurde die Puhoi Historical Society Inc. mit dem Ziel gegründet, das historische Interesse an der Siedlung Puhoi zu wahren, weitere Nachforschungen zu betreiben und die eigene Identität zu pflegen. Zur 100-Jahrsfeier im Jahr 1963 kamen dazu über 6000 Besucher in den kleinen Ort.